# 101 км
101 км — упразднённый в 2015 году разъезд в Комсомольском районе Хабаровского края. Входил в состав Нижнетамбовского сельского поселения.

## География
Расположен в центральной части края

## История
Законом Хабаровского края от 24 июня 2015 года № 79, в связи с отсутствием проживающих в нём граждан, разъезд 101 км был упразднён.

## Население
| 2002 | 2010 | 2011 | 2012 |
| ---- | ---- | ---- | ---- |
| 7    | ↘0   | →0   | →0   |

## Инфраструктура
Путевое хозяйство разъезда.

## Транспорт
Автомобильный и железнодорожный транспорт.